# Одли, Николас, 1-й барон Одли
Николас де Одли (англ. Nicholas de Audley; 11 ноября 1289 — 28 августа 1316) — английский аристократ, 1-й барон Одли с 1313 года. Второй сын Николаса де Одли, которого в 1297 году вызывали в парламент как барона Одли, и его жены Кэтрин Гиффард, дочери 1-го барона Гиффарда. После смерти старшего брата Томаса в 1307 году унаследовал семейные владения, расположенные главным образом в Стаффордшире и Шропшире, с центром в Хейли. До совершеннолетия Николаса этими землями управлял фаворит короля Эдуарда II Пирс Гавестон. В 1312 году Одли без разрешения короля женился на Джоан де Ласи, дочери Уильяма Мартина, 1-го барона Мартина, вдове Генри де Ласи, 3-го графа Линкольна. Из-за этого ему пришлось заплатить 900 марок Ральфу де Монтермару, которому король прежде обещал право выдать Джоан замуж.
8 января 1313 года король вызвал Одли в парламент как лорда. Николас был в числе аристократов, которых Эдуард II официально помиловал за их оппозиционную деятельность. В 1314 году Одли предположительно участвовал в очередном шотландском походе и в битве при Бэннокбёрне, где англичане были наголову разгромлены.
В браке Николаса Одли и Джоан де Ласи родились дочь Элис (жена Ральфа Бассета и Хью де Мейнилла) и сын Джеймс (1313—1386), 2-й барон Одли.